# Paralepas nodulosa
Paralepas nodulosa is een rankpootkreeftensoort uit de familie van de Heteralepadidae. De wetenschappelijke naam van de soort is voor het eerst geldig gepubliceerd in 1922 door Broch.